# Bűntudat nélkül (film)
A Bűntudat nélkül (eredeti cím: Tom Clancy's Without Remorse, vagy Without Remorse) 2021-ben bemutatott amerikai akció-thriller, ami Tom Clancy 1993-as azonos című regényén alapszik, és a Jack Ryan-filmsorozat spin-offja. A film rendezője Stefano Sollima, forgatókönyvírója Taylor Sheridan és Will Staples. A főszerepben Michael B. Jordan, Jamie Bell, Jodie Turner-Smith, Luke Mitchell, Jack Kesy, Brett Gelman, Colman Domingo és Guy Pearce látható.
Az eredetileg tervezett mozimegjelenés elmaradt a COVID-19 világjárvány miatt, így digitálisan adták a Prime Video-on 2021. április 30-án. A projekt vegyes kritikákat kapott, az értékelők külön dicsérték Jordan teljesítményét, de magát a filmet általánosnak nevezték.

## Rövid történet
Egy elit katona elindul, hogy megbosszulja felesége meggyilkolását, és egy nagyobb összeesküvésben találja magát.

## Szereplők
| Szerep                  | Színész            | Magyar hang   |
| ----------------------- | ------------------ | ------------- |
| John Kelly / John Clark | Michael B. Jordan  | Ember Márk    |
| Robert Ritter           | Jamie Bell         | Hamvas Dániel |
| Karen Greer             | Jodie Turner-Smith |               |
| Rowdy                   | Luke Mitchell      |               |
| Thunder                 | Jack Kesy          |               |
| Victor Rykov            | Brett Gelman       |               |
| Pastor West             | Colman Domingo     |               |
| Thomas Clay titkár      | Guy Pearce         | Stohl András  |
| Pam Clark               | Lauren London      |               |
| Hatchet                 | Jacob Scipio       |               |
| Keith Webb              | Cam Gigandet       |               |
| Dallas                  | Todd Lasance       |               |

## A film készítése
A Savoy Pictures nem sokkal a regény megjelenése után megvásárolta a Bűntudat nélkül című film filmjogát 2,5 millió dollárért. Egy ponton Keanu Reeves-nek ajánlották fel Clark szerepét 7 millió dollárért, de végül elutasította.
2019 szeptemberében Jamie Bell és Jodie Turner-Smith csatlakoztak a stábhoz, októberben pedig Luke Mitchell, Jacob Scipio, Cam Gigandet, Jack Kesy, Todd Lasance és Brett Gelman.
A film forgatása 2019. október 25-én kezdődött Berlinben. Néhány forgatási jelenetet a washingtoni Dupont Circle közelében vettek fel december 19-én. 2020. október 19-én fejeződött be Los Angelesben.

## Bemutató
A Bűnbánat nélkült eredetileg a tervek szerint 2020. szeptember 18-án jelenítette volna meg a Paramount Pictures, de a COVID-19 világjárvány miatt 2020. október 2-ra elhalasztották, majd végül 2021. február 26-ra csúszott. 2020 júliusában az Amazon Studios tárgyalásokat folytatott a film terjesztési jogainak megszerzéséről és digitális közzétételéről a Prime Video-on. A Paramount 2020 novemberében hivatalosan levette a film mozi megjelenését a naptárról. A film végül az Amazon-ra tették, amint a Super Bowl LV reklámjában jelentett be Amazon Alexa és Jordan. 2021. április 30-án jelent meg a Prime Video-on.

## Folytatás
2018 szeptemberében Michael B. Jordan bejelentette, hogy John Clark-ot kétrészes filmsorozatban fogja eljátszani; a tervezett folytatásnak címe Rainbow Six.

## Fordítás
- Ez a szócikk részben vagy egészben  a   Without Remorse (film) című angol Wikipédia-szócikk fordításán alapul.  Az eredeti cikk szerkesztőit annak laptörténete sorolja fel. Ez a jelzés csupán a megfogalmazás eredetét és a szerzői jogokat jelzi, nem szolgál a cikkben szereplő információk forrásmegjelöléseként.